# Serac

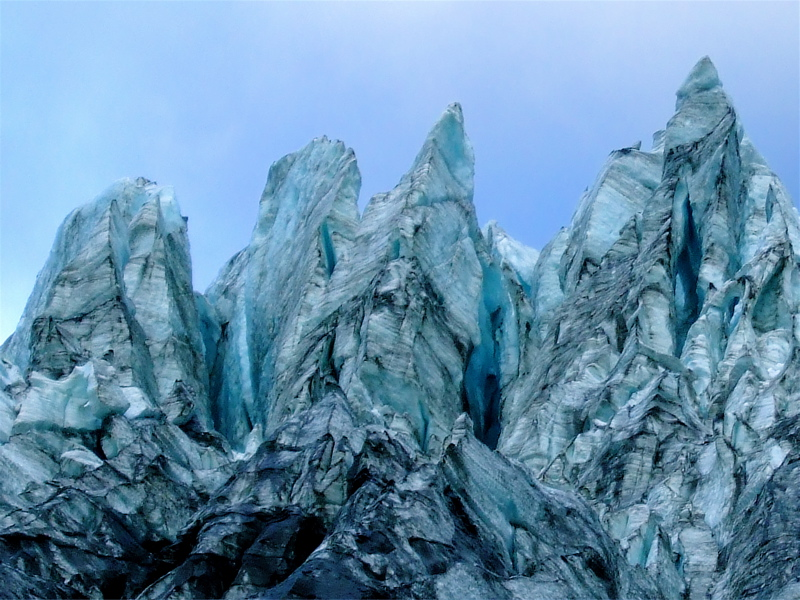
Fox Glacier, Nieuw-Zeeland

Een serac (oorspronkelijk uit Zwitserfrans Sérac) is een blok of kolom van ijs, dikwijls gevormd door elkaar snijdende gletsjerspleten. Aangezien ze meestal de grootte van een huis hebben of groter zijn, zijn ze gevaarlijk voor bergbeklimmers, omdat ze zonder enige waarschuwing kunnen omvallen. Zelfs als ze worden gestabiliseerd door aanhoudend koud weer, kunnen ze een belemmering vormen voor gletsjerreizen.
Seracs worden gevonden in een ijsval, vaak in grote aantallen, of op ijsvlakken op de onderste rand van een hangende gletsjer. Bekende voorbeelden van het overhangende gletsjerrandtype zijn obstakels op enkele van 's werelds hoogste bergen, waaronder K2 bij "The Bottleneck" en Kanchenjunga op de grens van India en Nepal. Aanzienlijke seracs in de Alpen zijn te vinden aan de noordoostkant van Piz Roseg, de noordkant van de Dent d'Hérens en de noordkant van Lyskamm.

## Incidenten
- Op een Japanse expeditie van 1969-1970 naar de Mount Everest werd Kyak Tsering gedood door een vallende serac.[2]
- In de K2-ramp van augustus 2008 was de ineenstorting van grote seracs verantwoordelijk voor ten minste 8 van de 11 doden.[3]
- De Mount Everest- ijslawine van april 2014, die verantwoordelijk was voor de dood van 16 bergbeklimmers, werd veroorzaakt toen een grote serac brak.
- In oktober 2018 werden negen bergbeklimmers uit Korea gedood bij het basiskamp van Mount Gurja in Nepal vanuit een windvlaag die werd aangedreven door vallende seracs en sneeuw.[4]

## Galerij

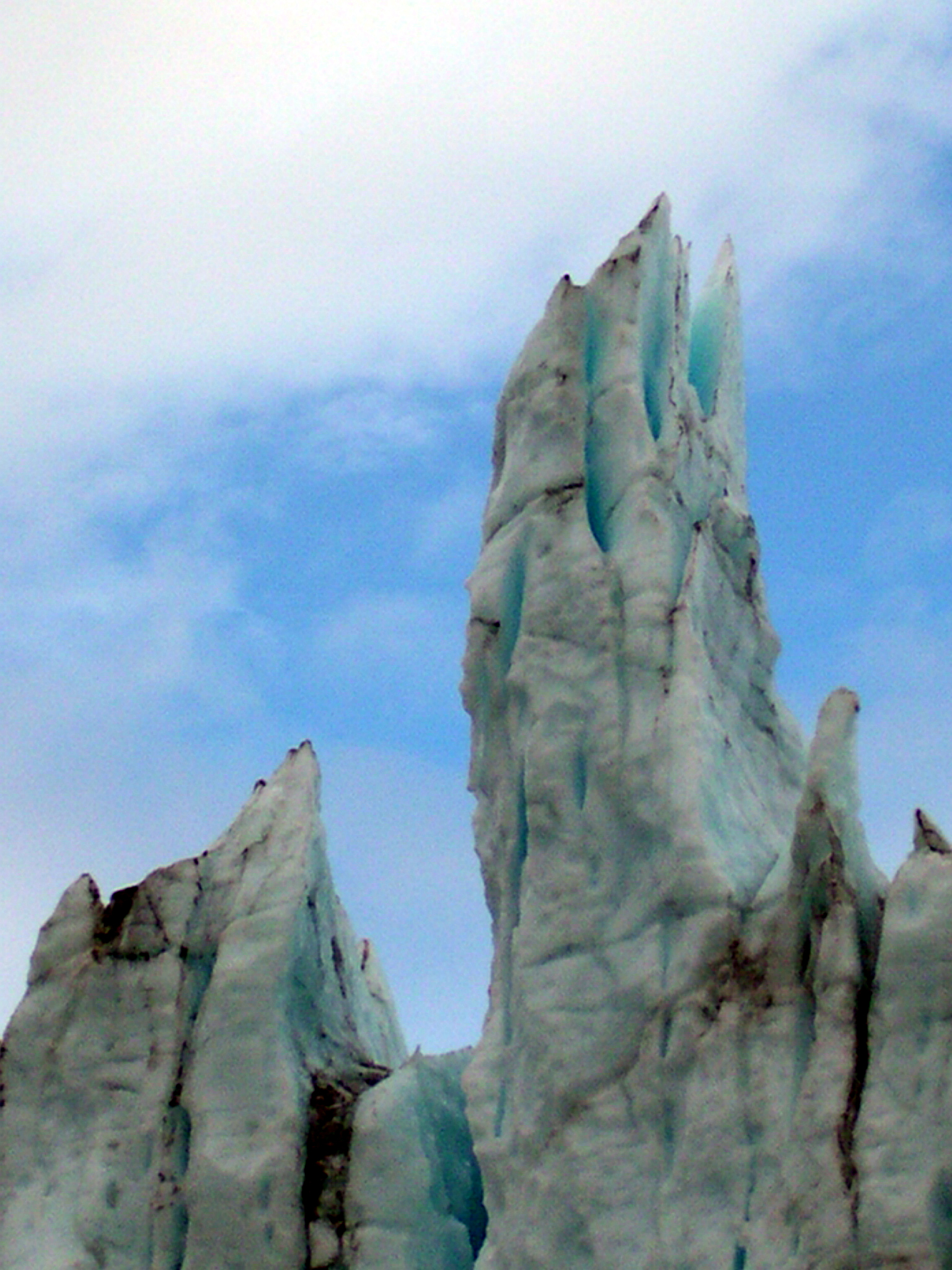
Serac, Russell Glacier in Groenland
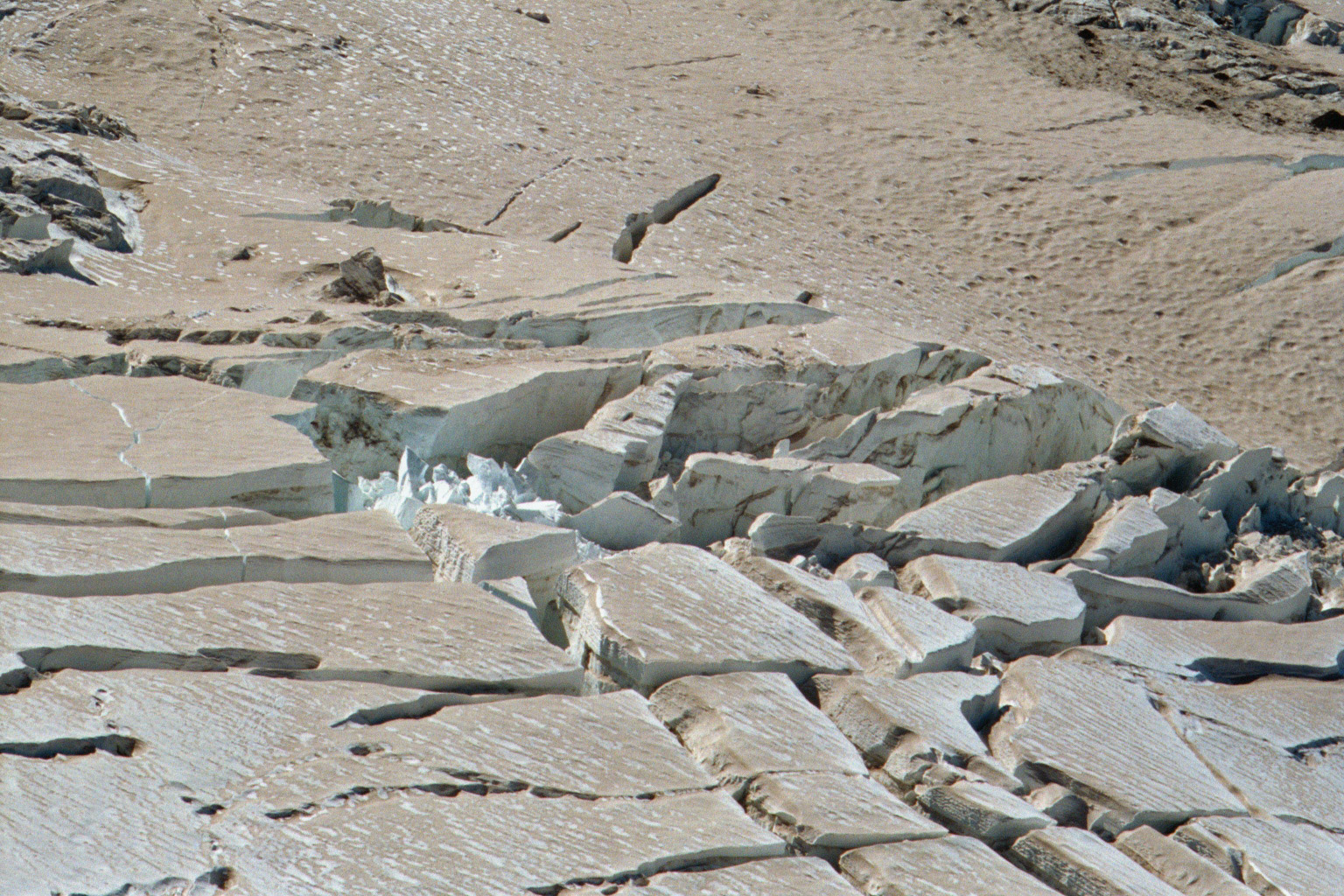
Seracs in firn op 3.050 meter (10.000 voet) op de Winthrop-gletsjer van Mount Rainier in Washington, VS
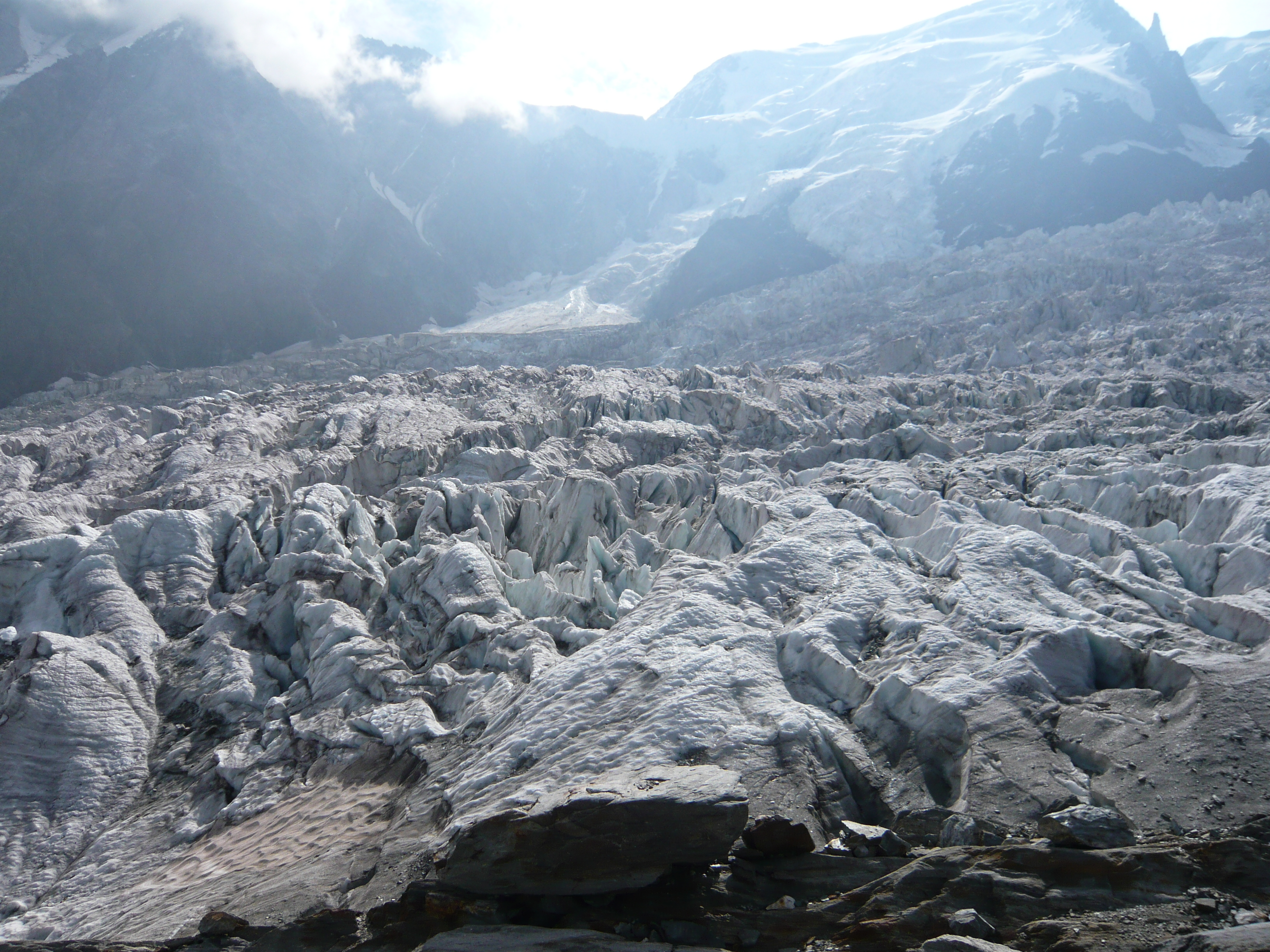
Seracs, Bossons-gletsjer, zuidoostelijk Frankrijk
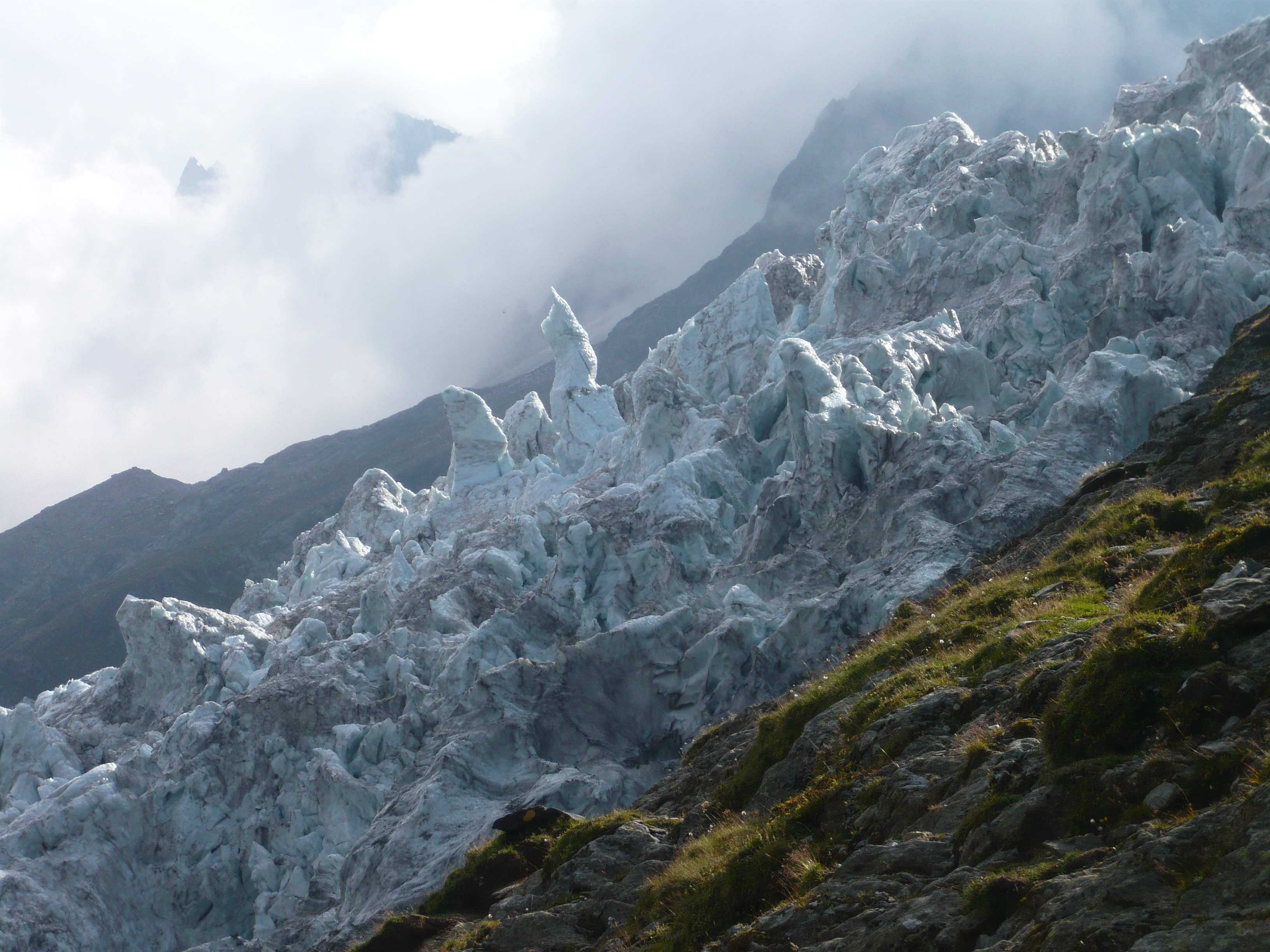
Seracs, Bossons-gletsjer
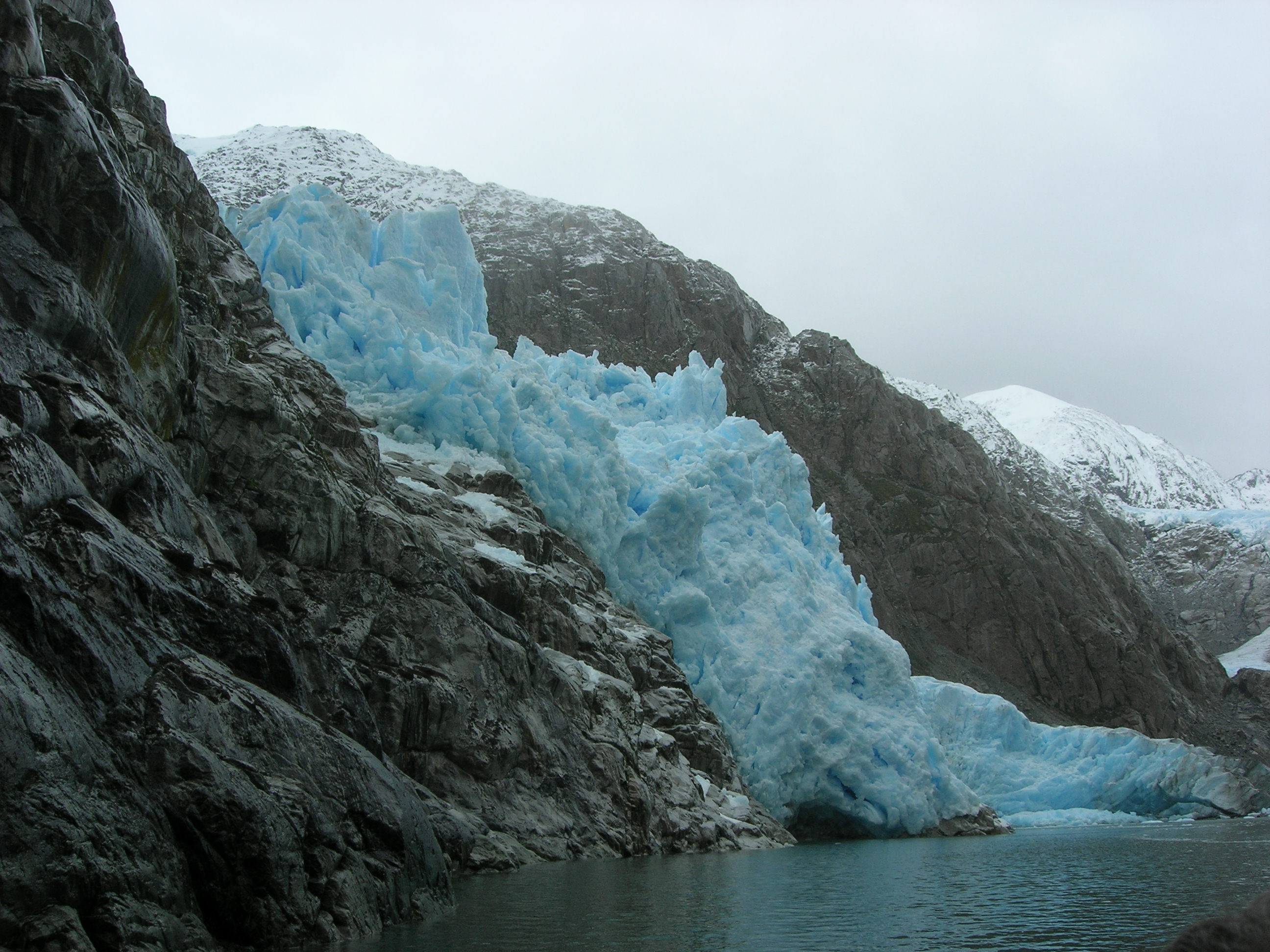
Seracs, Piloto-gletsjer, Cordillera Darwin, Tierra del Fuego